# Kartaltepe, Bakırköy
Kartaltepe là một xã thuộc huyện Bakırköy, tỉnh Istanbul, Thổ Nhĩ Kỳ.